# (35039) 1981 EE33
1981 EE33 (asteroide 35039) é um asteroide da cintura principal. Possui uma excentricidade de 0.12659100 e uma inclinação de 12.87159º.
Este asteroide foi descoberto no dia 1 de março de 1981 por Schelte J. Bus em Siding Spring.